# Lomandra elongata
Lomandra elongata är en sparrisväxtart som först beskrevs av George Bentham, och fick sitt nu gällande namn av Alfred James Ewart. Lomandra elongata ingår i släktet Lomandra och familjen sparrisväxter. Inga underarter finns listade i Catalogue of Life.